# Kecamatan Poleang
Kecamatan Poleang är ett distrikt i Indonesien.   Det ligger i provinsen Sulawesi Tenggara, i den centrala delen av landet, 1 600 km öster om huvudstaden Jakarta.